# 포틀랜드 트레일블레이저스
포틀랜드 트레일블레이저스(영어: Portland Trail Blazers)는 미국 오리건주 포틀랜드를 연고지로 하는 NBA 서부 콘퍼런스 노스웨스트 디비전 소속 프로농구 팀이다. 팀명은 '개척자'를 뜻한다.
포틀랜드 트레일블레이저스는 오리건주 최초의 프로 스포츠 팀으로 홈팬들의 열광적인 지지를 받고 있다. 그 단적인 예로 1977년부터 1995년까지 18년간 홈 경기에서 814경기 연속 매진 기록을 세운 것을 들 수 있다. 이는 미국의 4대 메이저 스포츠 중 가장 오래 지속된 매진 기록이다.
블레이저스는 그동안 치른 39번의 시즌 중 26번 플레이오프에 진출했으며 그 중 1982-83시즌부터 2002-03시즌까지 21시즌 연속으로 플레이오프에 진출하기도 했다. NBA 파이널엔 총 세 번 진출했으며, 이 중 1977년 파이널 때 필라델피아 세븐티식서스를 4승 2패로 꺾어 첫 우승을 차지했다. 한편 포틀랜드에서 뛴 선수들 중 명예의 전당 헌액자는 5명으로 레니 윌킨스, 빌 월튼, 클라이드 드렉슬러, 드라젠 페트로비치, 스코티 피펜이 그들이다. 명예의 전당 멤버에 오른 코치로는 레니 윌킨스와 잭 램지가 있다. 한편 블레이저스는 대한민국 최초로 NBA에 진출한 하승진이 2004년부터 2006년까지 3년간 있었던 팀이기도 하다.

## 역사

### 2012~ 현재
2012년 5월 30일 2012 NBA 드래프트 로터리에서 블레이저스는 제럴드 월러스 트레이드를 통해 브루클린 네츠로부터 얻은 전체 6위 지명권을 확보했고, 전년도 성적에 의해 전체 11위 지명권을 얻었다.
6월 28일 2012 신인 드래프트에서 웨버 주립대학교 가드 데미언 릴러드를 전체 6위로, 일리노이 대학 센터 마이어스 레오나드를 전체 11위로 지명했다.

## 역대 홈경기장

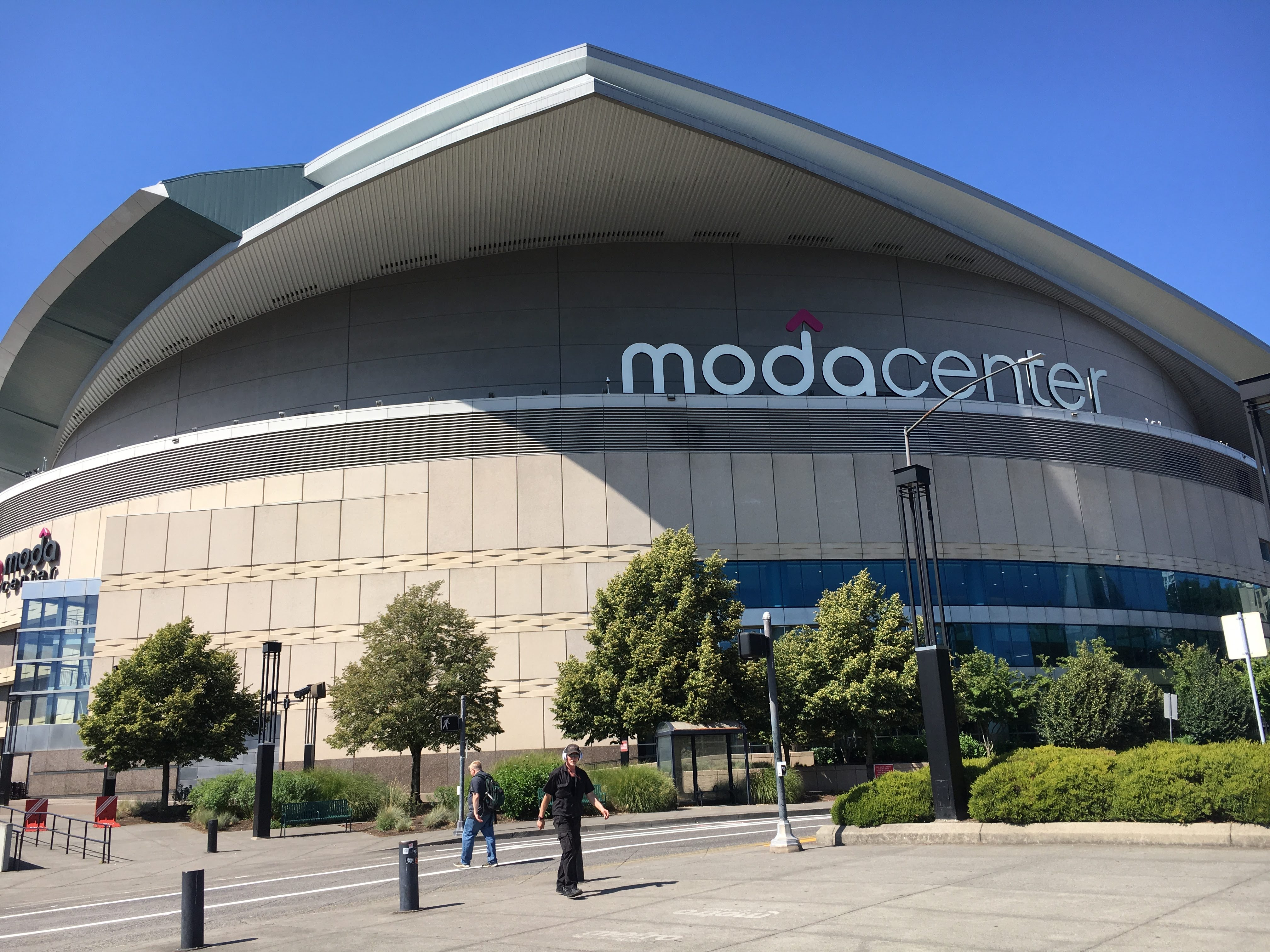
포틀랜드 트레일블레이저스의 홈경기장인 경기장 모다 센터

| 경기장                    | 사용기간      | 수용인원 | 장소              | 비고                      |
| ------------------------- | ------------- | -------- | ----------------- | ------------------------- |
| 포틀랜드 트레일블레이저스 |               |          |                   |                           |
| 메모리얼 콜리시엄         | 1970년~1995년 | 12,888명 | 오리건주 포틀랜드 | 빈칸                      |
| 모다 센터                 | 1995년~현재   | 19,393명 | 오리건주 포틀랜드 | 로즈 가든 (1995년~2013년) |

## 영구 결번
| 번호                      | 이름              | 포지션 | 활동 기간                   | 비고 |
| ------------------------- | ----------------- | ------ | --------------------------- | --- |
| 포틀랜드 트레일블레이저스 |                   |        |                             | |
| 1                         | 래리 와인버그     | 빈칸   | 1970년~1988년               | 전 오너 로드 스트릭랜드 (1993년~2001년), 데릭 앤더슨 (2002년~2005년), 재럿 잭 (2006년~2008년), 아이크 디오구 (2009년), 아몬 존슨 (2011년~2012년), 자레드 제프리스 (2013년), 도렐 라이트 (2014년~2015년), 에반 터너(2016년~2019년), 앤퍼니 사이먼스 (2019년~2025년) 착용함. |
| 6                         | 빌 러셀           | 센터   | 빈칸                        | NBA 최초로 전 구단 영구결번됨. |
| 13                        | 데이비드 트와직   | 가드   | 1976년~1980년               | 빈칸 |
| 14                        | 리오넬 홀린스     | 가드   | 1975년~1980년               | 빈칸 |
| 15                        | 래리 스틸         | 가드   | 1971년~1980년               | 빈칸 |
| 20                        | 모리스 루카스     | 포워드 | 1976년~1980년 1987년~1988년 | 빈칸 |
| 22                        | 클라이드 드렉슬러 | 가드   | 1984년~1994년               | 빈칸 |
| 30                        | 테리 포터         | 가드   | 1985년~1995년               | 빈칸 |
| 30                        | 밥 그로스         | 포워드 | 1975년~1982년               | 빈칸 |
| 32                        | 빌 월튼           | 센터   | 1974년~1978년               | 빈칸 |
| 36                        | 로이드 닐         | 센터   | 1972년~1979년               | 빈칸 |
| 45                        | 제프 패트리       | 가드   | 1970년~1976년               | 빈칸 |
| 77                        | 잭 램지           | 빈칸   | 1976년~1986년               | 1977년에 NBA 우승을 기리기 위해서 결번시킴. |
| 빈칸                      | 빌 숀리           | 빈칸   | 1970년~1998년               | 장내 아나운서 |

## 라이벌
- 시애틀 슈퍼소닉스

## 역대 한국인 선수
- 하승진 (2004년~2006년, 2004년 드래프트 2라운드 46위 지명됨.)

## 같이 보기
- 포틀랜드 파이어  (2000년~2002년)
- 포틀랜드 파이어 (2026년~미래)